# Regiomontanus-Gymnasium Haßfurt
Das Regiomontanus-Gymnasium Haßfurt ist mit über 1000 Schülern ein Gymnasium im Landkreis Haßberge mit überwiegend ländlichem Einzugsgebiet. Namensgeber ist der deutsche Astronom und Mathematiker Regiomontanus, der aus dem wenige Kilometer entfernten Königsberg in Bayern stammte. Die Schule besitzt auch eine Sternwarte.

## Geschichte
Die erste höhere Lehranstalt hieß „lateinische Schule“. Sie lässt sich für Haßfurt um 1600 sicher nachweisen. Möglicherweise bestand eine solche jedoch schon zweihundert Jahre früher. 1609 wurde auf Geheiß von Fürstbischof Julius Echter ein Schulhaus in der Engelmeßgasse errichtet. Aus Mangel an Schülern kam es 1818 zur ersten Auflösung der alten Lateinschule. Dreißig Jahre später erfolgte eine Neugründung, die im Laufe der Zeit von zwei auf fünf Jahrgangsklassen erweitert wurde und die seit 1877 im Herrenhof, dem ehemaligen Amtshaus, untergebracht war. Die Schülerzahl betrug zur Blütezeit um das Jahr 1900 um die 60; nach der Jahrhundertwende ging sie jedoch stetig zurück, sodass die Schule 1912 endgültig aufgelöst wurde. Danach zog die Haßfurter Präparandenschule, eine Art Vorbereitung zur Lehrerausbildung, in den Herrenhof. Diese Schule wurde 1924 aufgelöst.
Am 21. März 1925 eröffnete die von einem „Mittelschulverein“ Haßfurter Bürger getragene „Private Realschule mit Lateinklassen“ ihren Betrieb im Herrenhof. Die Schule finanzierte sich zur Hälfte durch Schulgeld. Erstmals waren nun auch Schülerinnen zugelassen. 1930 wurde sie als „Städtische Realschule mit Progymnasium“ in die Trägerschaft der Stadt übernommen. Bis zur Machtübernahme der Nationalsozialisten 1933 gehörten der mehrheitlich katholischen Schülerschaft – neben einigen  Protestanten – auch wenige jüdische Schüler an, deren letzter Lehrer für „Israelitische Religion“, Lothar Stein, 1933 aus dem Lehrkörper der Schule ausgeschlossen wurde. 1939 bezog die Schule ein inzwischen leerstehendes, 1933 für den Reichsarbeitsdienst errichtetes Gebäude am Ziegelbrunn, das seit Anfang 1945 als Lazarett und dann bis 1958 als Kreiskrankenhaus diente.
Am 12. März 1946 startete die „Städtische Oberrealschule mit Gymnasium“ erneut im Herrenhof, dem in der Folgezeit noch zwei Erweiterungsbauten angeschlossen wurden. 1951 hatte das Gymnasium bereits 547 Schüler, deren Zahl jedoch weiter anstieg, weswegen bald aus Platznot Schichtunterricht vormittags und nachmittags abgehalten werden musste. 1957 wurde die Schule verstaatlicht. Mit dem Bezug des Neubaus am Dürerweg im Mai 1967 entspannte sich der Schulbetrieb zunächst. Die Deutsche Bundesbahn richtete eine eigene Haltestelle der Lokalbahn von Haßfurt nach Hofheim am Neubau ein. Der Herrenhof wurde ab 1968 von der neugegründeten „Staatlichen Realschule Haßfurt“ genutzt.
Aus der Abiturzeitung 1973 entstand wenig später die alternative Literaturzeitschrift Die Gießkanne.
1976 erfolgte auf Antrag der Schule die Umbenennung in Regiomontanus-Gymnasium. Im selben Jahr wurde die Kollegstufe eingeführt. Ein Jahr später zog das Gymnasium zusammen mit der Real- und der Hauptschule in das neu gebaute Schulzentrum am Tricastiner Platz um. Lediglich die Kollegstufenjahrgänge nutzten noch länger den ehemaligen Mittel- und Oberstufentrakt des alten Gymnasiums weiter, in dessen Erdgeschoss 1979 das „Bibliotheks- und Informationszentrum“ (BIZ) des Landkreises Haßberge eröffnet wurde.

## Besonderheiten des Schulbetriebs
Besonderheiten des Gymnasiums sind unter anderem das Lehrerraumsystem, in dem die Räume nicht Schulklassen, sondern Lehrkräften zugeordnet werden, der Ausbau des Schulwikis, das Projekt „Softstep“ sowie der Vorlesungsbetrieb in der Neuen Oberstufe in den Fächern Deutsch und versuchsweise auch Astronomie.
Im Schulwiki werden, systematisch besonders im Fach Mathematik, Unterrichtsinhalte, interaktive Lernpfade (mit GeoGebra erstellt), Musterlösungen usw. angeboten. Auch andere Fächer stellen z. B. mit Hot Potatoes erstellte Materialien ein. Das Projekt „Softstep“ versucht, den Übergang (zunächst vom Kindergarten in die Grundschule) und dann speziell in die weiterführenden Schulen zu erleichtern. Es umfasst Besuche von Grundschulklassen am Gymnasium und eine enge Zusammenarbeit der Lehrkräfte der verschiedenen Schulen, die Arbeitstechniken und Lerninhalten abstimmen.

### Sprachfolgen und Ausbildungsrichtungen
Die 5. Jahrgangsstufe startet mit Englisch als erster Fremdsprache, in der 6. Klasse können als zweite Fremdsprache Latein oder Französisch gewählt werden. Ab der 8. Klasse entscheiden sich die Schüler für eine Ausbildungsrichtung mit einem spezifischen Unterrichtsprogramm.
Mögliche Ausbildungsrichtungen sind:
- Naturwissenschaftlich-technologisches Gymnasium, Sprachenfolgen
  - Englisch–Latein
  - Englisch–Französisch
- Sprachliches Gymnasium; Sprachenfolgen
  - Englisch-Latein-Spanisch
  - Englisch–Latein–Französisch

Alternativ kann statt der bis dahin gelernten zweiten Fremdsprache ab Klasse 10 auch Spanisch bis zur 12. Jahrgangsstufe belegt werden.

### Außerunterrichtliche Angebote
Die Schule verfügt über ein Fahrten- und Schüleraustausch-Programm. Die Aktivitäten im kulturellen Bereich umfassen Musicals, Revuen und Theater. Neben einer Bigband gibt es zwei Chöre, und eine Percussion-Gruppe. Im Rahmen von Jugend trainiert für Olympia wurden Schüler des Gymnasiums Landessieger in Badminton, (Mädchen)-Fußball, Schwimmen und Tanz. Die Schule ist als MINT-EC-Schule berechtigt, Schülern das MINT-EC-Zertifikat zu erteilen. Im Bereich Umwelt hat sich das Gymnasium Anerkennung als Umweltschule erworben.

### Schule und Schulumfeld
Das ursprüngliche Hauptgebäude stammt aus dem Jahr 1975, die Brunnenanlage (Regiomontanus-Brunnen) vor dem Haupteingang von Waldemar Kuhn. Das Gymnasium ist Teil des Schulzentrums Haßfurt mit mehreren Sportanlagen. Seit Herbst 2008 bietet das Schulzentrum ein Ganztagsbetreuungsgebäude mit Mensa, Bibliothek, Film/Video- bzw. Tonstudio, Räumen zur Musikförderung, für Stützkurse, Hausaufgabenbetreuung und Lernwerkstätten.